# La Veuve

La Veuve este o comună în departamentul Marne, Franța. În 2009 avea o populație de 619 de locuitori.